# Bundesautobahn 90
Pour les articles homonymes, voir A90.
La Bundesautobahn 90 est le nom d'un projet de Bundesautobahn dans le Land de Bavière.